# Dracaenura pseudopelochra
Dracaenura pseudopelochra là một loài bướm đêm trong họ Crambidae.